# 鳶尾塚古墳
鳶尾塚古墳（とびおづかこふん）は、岡山県総社市下林にある古墳。形状は円墳。史跡指定はされていない。

## 概要
岡山県南部、三須丘陵の山頂から北東方向に延びる尾根上に築造された古墳である。2017年度（平成29年度）以降に岡山大学考古学研究室による墳丘測量・石室実測調査および墳丘・石室発掘調査が実施されている。
墳形は円形で、直径約23メートルを測る。墳丘は2段築成以上。埋葬施設は両袖式の横穴式石室で、東方向に開口する。石室全長約12.5メートルを測る大型石室で、特に玄室奥側の天井石に長さ5メートル以上・幅2メートル以上の巨石を使用する点で特色を示す。副葬品は詳らかでないが、石室内の実測調査では須恵器片・土師器片が採集されている。
築造時期は、古墳時代後期-終末期の6世紀末-7世紀前半（TK209型式期以降）頃と推定される。一帯ではこうもり塚古墳・江崎古墳に後続する時期に位置づけられる可能性が高く、造山古墳・作山古墳以来の備中南部地域における大型古墳群としては最後の古墳になる可能性があるとして、古墳時代の終焉を考察するうえで注目される古墳になる。

## 埋葬施設

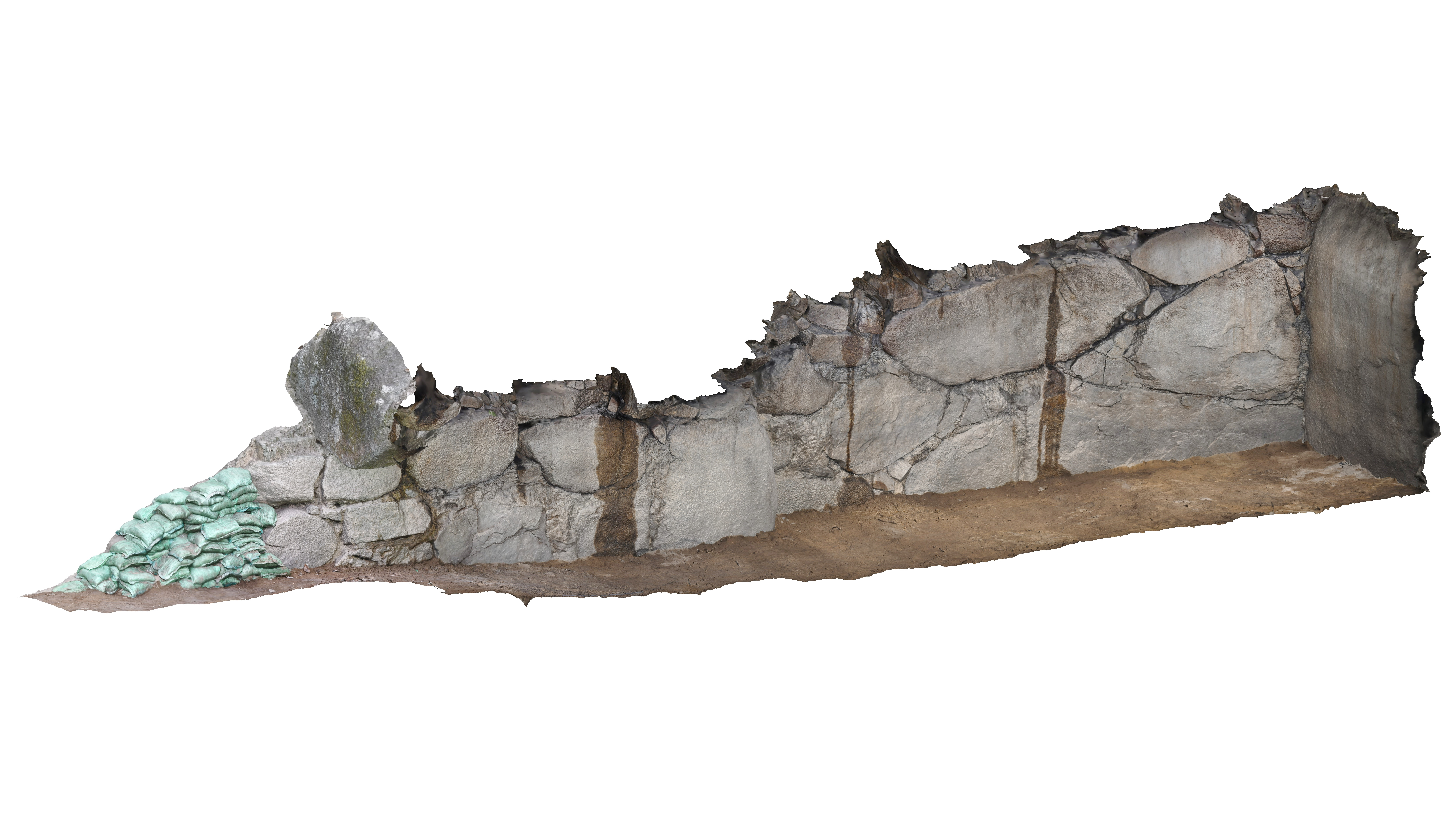
石室俯瞰図

石室展開図

埋葬施設としては両袖式横穴式石室が構築され、東方向に開口する。石室の規模は次の通り。
- 石室全長：約12.5メートル
- 玄室：長さ約6.4メートル（南壁）・約7.5メートル（北壁）、幅約2.3メートル、現在高さ約2.3メートル
- 羨道：長さ約6メートル（南壁）・約5メートル（北壁）、幅約1.6メートル、現在高さ1.8メートル

玄室・羨道の袖部は左右対称ではなく、南壁（右壁）の袖部は玄室寄り、北壁（左壁）の袖部は開口部寄りにあり、北壁の袖部の突出は小さく玄室と羨道の区別が不明瞭である。玄室の奥壁は1枚石、両側壁は2-3段積みで、石材間には粘質土を充填する。天井石は2枚。特に奥壁側の天井石は、長さ5メートル以上・幅2メートル以上を測る非常に大型の石材になる。羨道は、基本的に2-3段積みで、同様に粘質土を充填する。天井石は3枚。
袖部を左右非対称とする石室は瀬戸内・四国地方の角塚型石室で認められており、これらの地域との交流が指摘される。

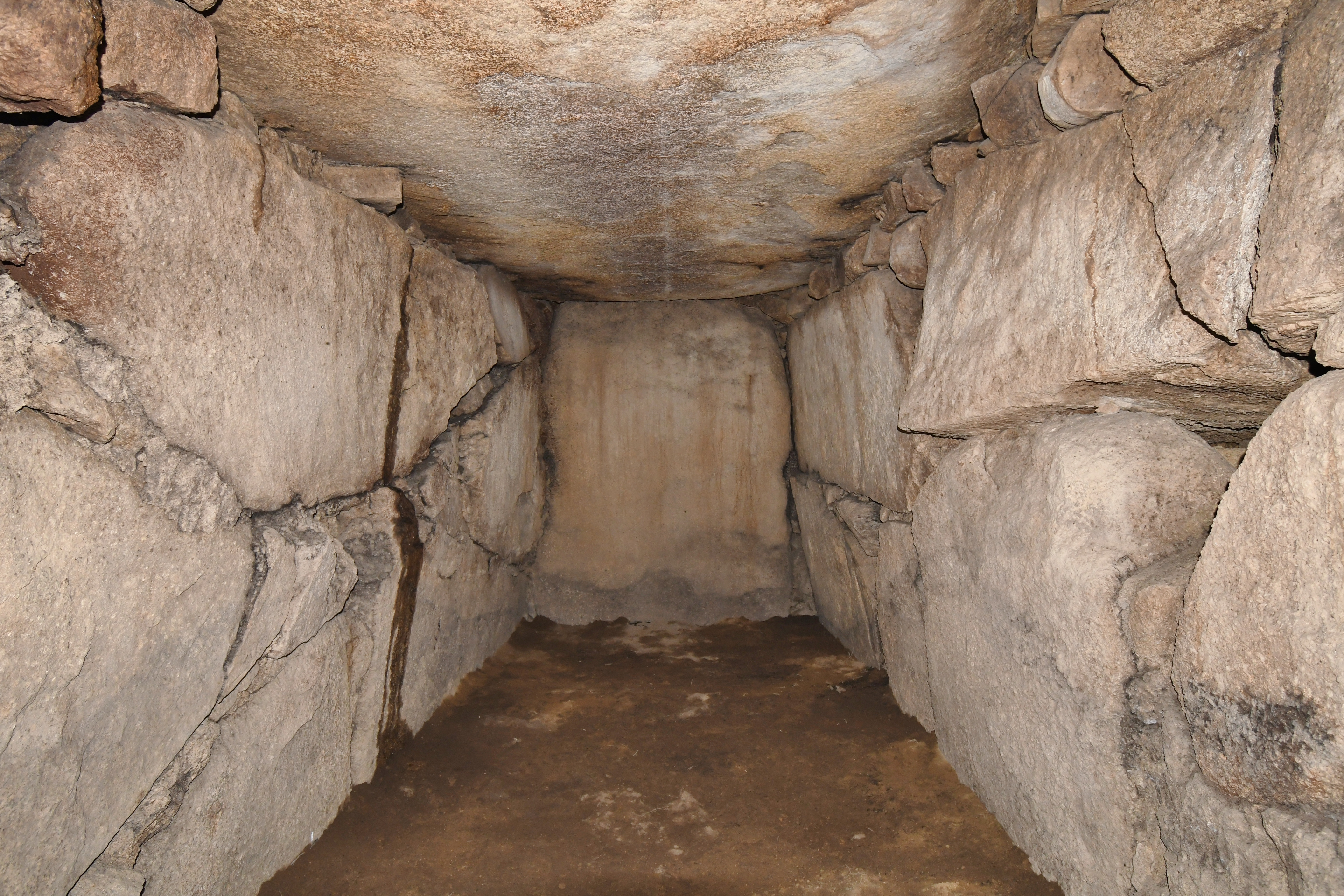
玄室（奥壁方向）
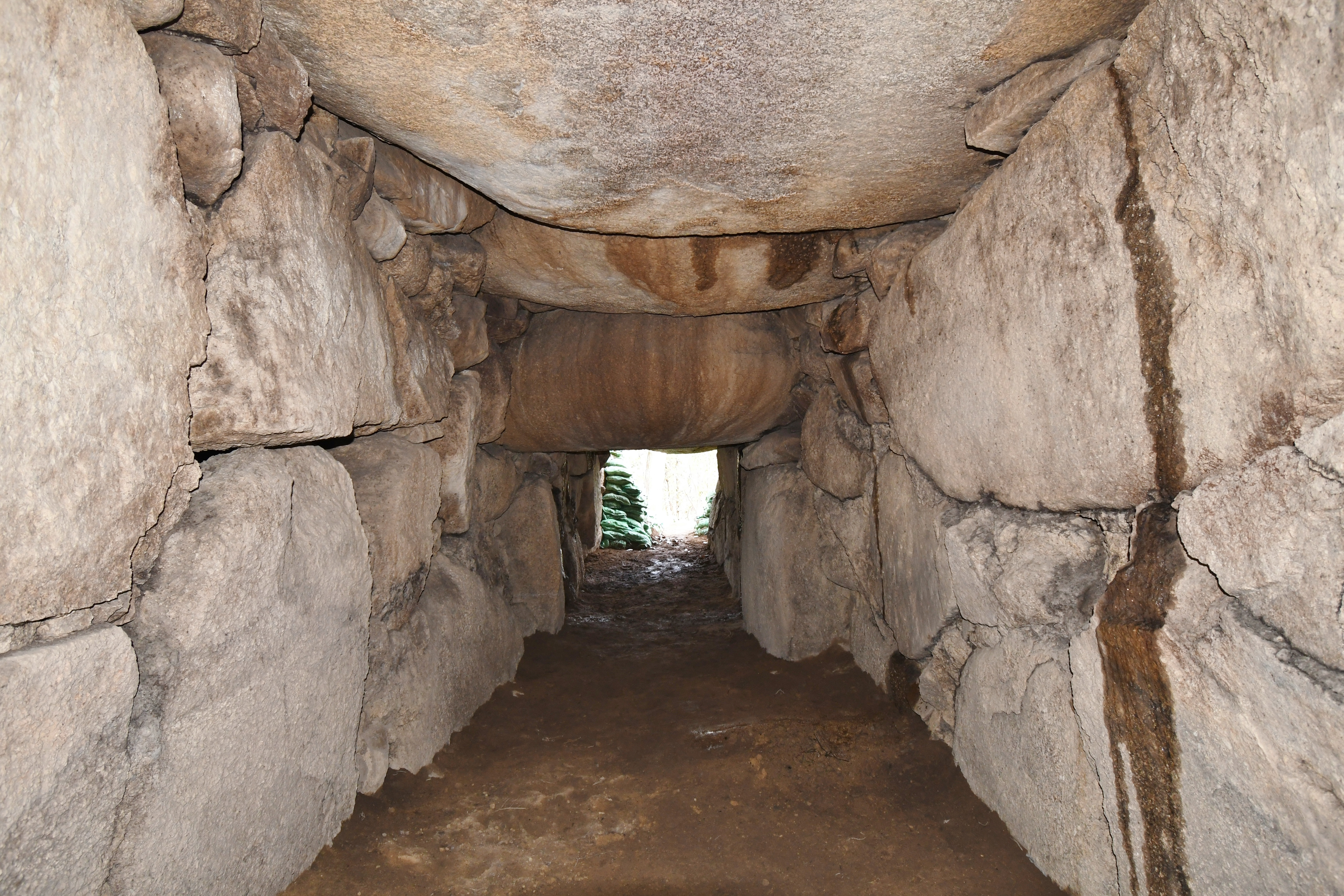
玄室（開口部方向）
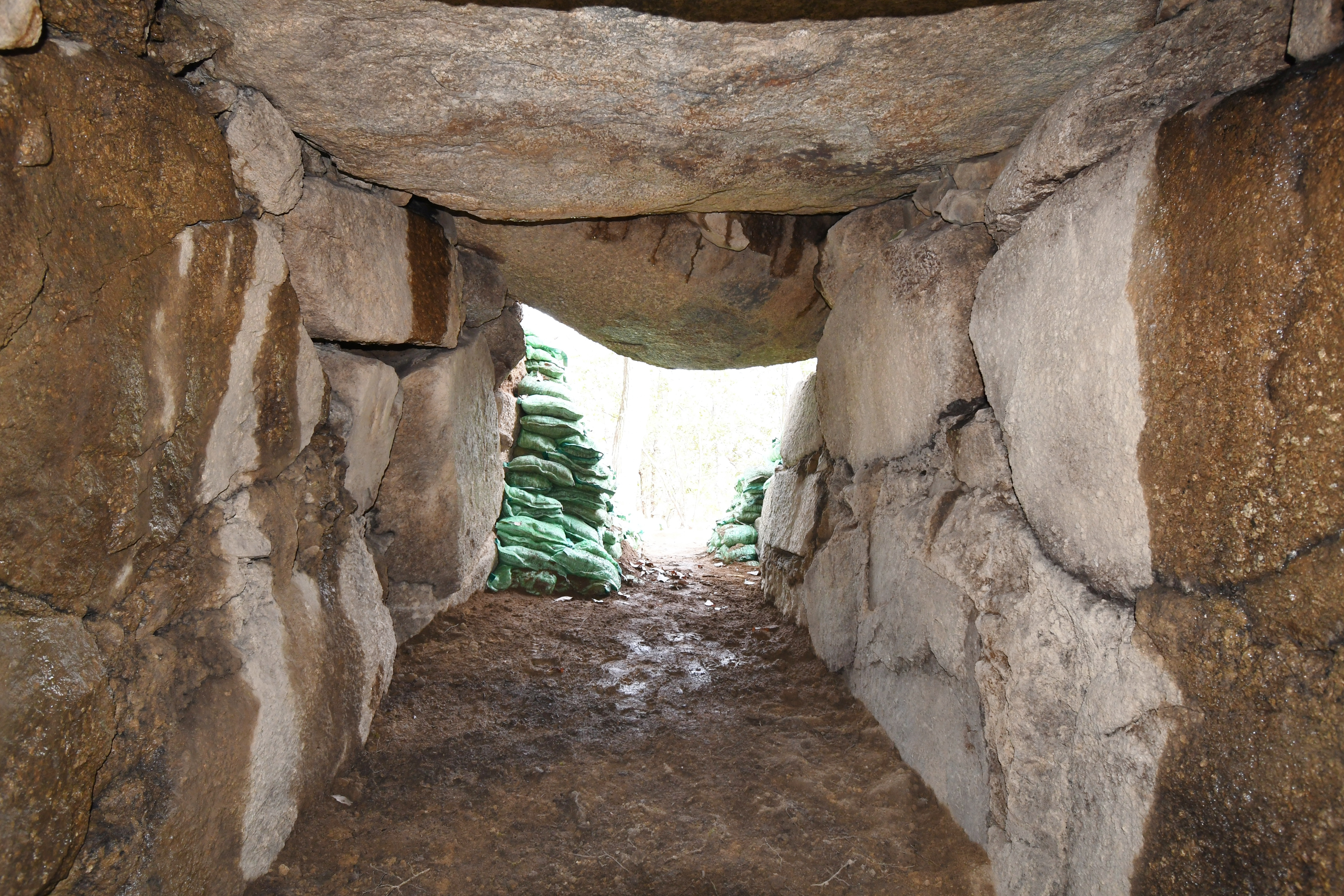
羨道（開口部方向）
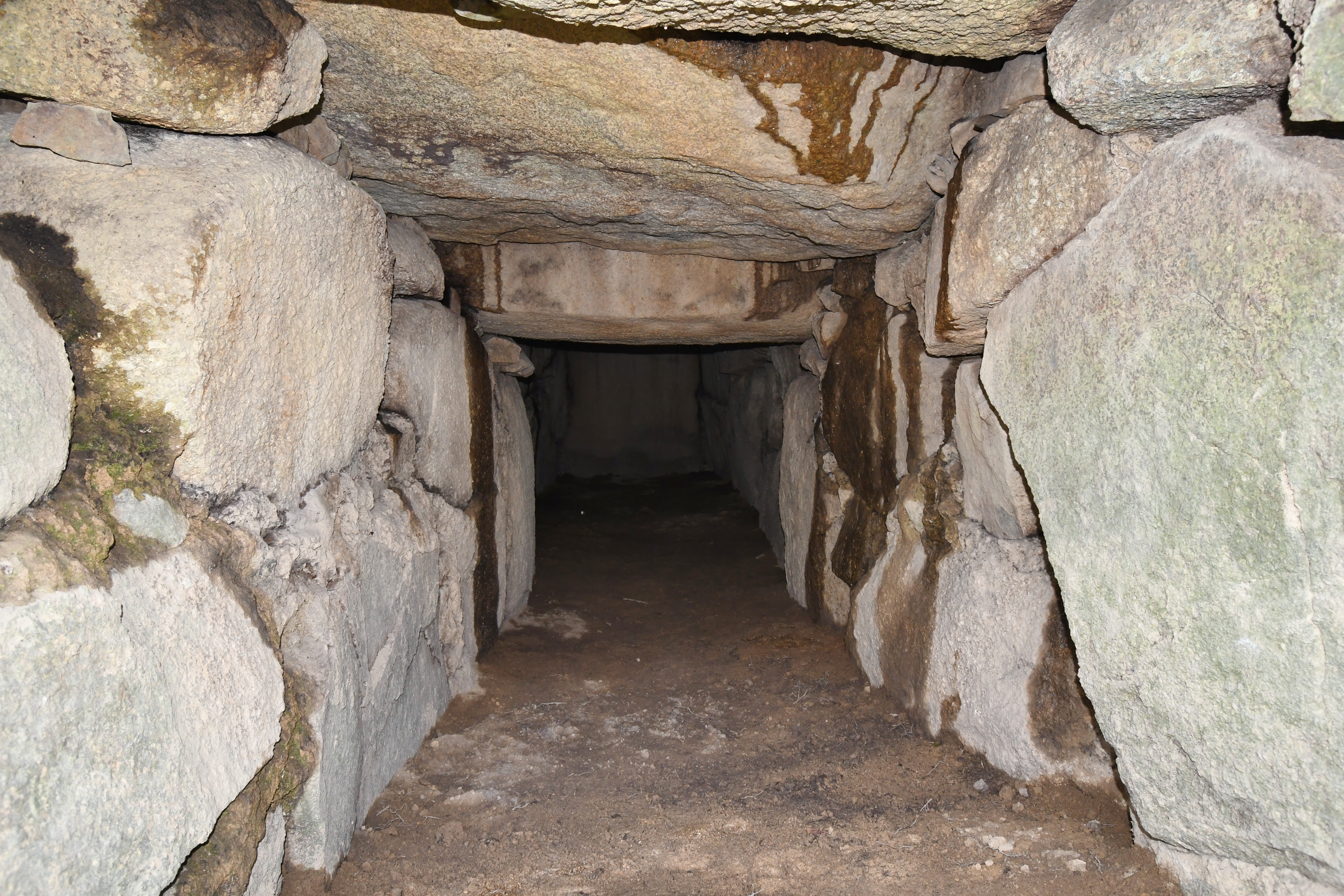
羨道（玄室方向）
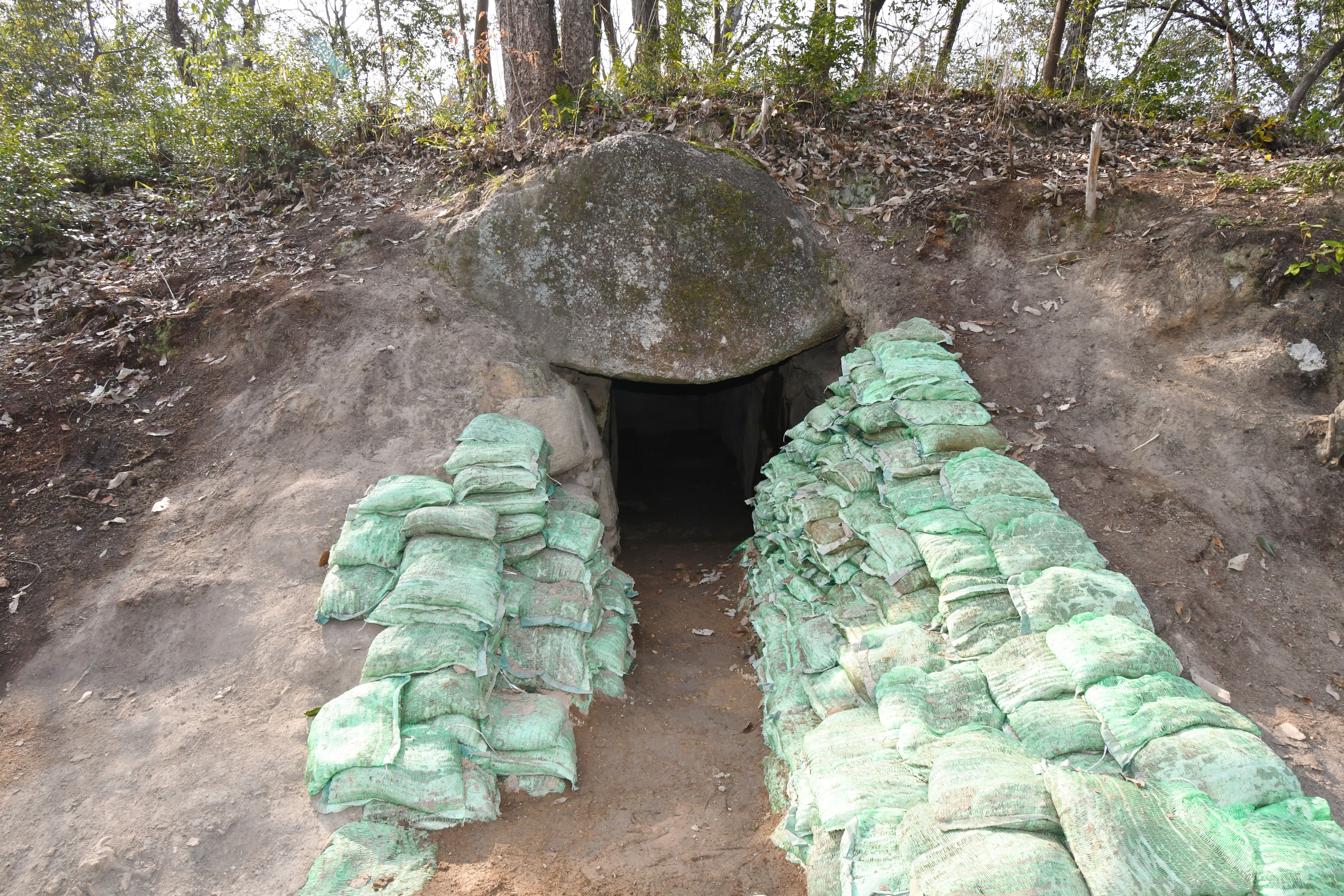
開口部

## 関連文献
（記事執筆に使用していない関連文献）
- 『鳶尾塚古墳II -石室・墳丘発掘調査概報-』岡山大学大学院社会文化科学研究科考古学研究室、2023年。
- 金子峻大、野坂俊夫、清家章「鳶尾塚古墳の石室石材の岩石学的特徴」『Okayama University Earth Science Reports（岡山大学地球科学研究報告）』第30巻第1号、岡山大学理学部地球科学科、2024年3月31日、1-12頁。